# 瑧頤
瑧頤（英語：Atrium House），是位於元朗十八鄉路的單幢住宅，樓高共23層，由新世界發展發展，新世界物業管理管理，於2021年3月31日入伙。

## 歷史
瑧頤前稱「龍田村第三期項目」，所在地皮原為農地，發展商於2017年8月成功以補地價4.6億港元金額與政府達成共識，將土地轉為住宅用途。

## 簡介
瑧頤共設23層（包括地庫1樓但不設4、13、14及24樓），除於1至25樓提供313伙實用面積介乎230方呎至577方呎的開放式至3房住宅單位外，其中1樓設13伙、2至25樓各設15伙，一房間隔佔約46%，另所有單位不設氣體供應，即均未能明火煮食，而其餘樓層分別設有
- 地庫1樓：停車場、機電房
- 地下：住宅入口大堂、有蓋園景區、住客康樂設施（約6,000平方呎，包括戶外游泳池、兒童遊樂場及燒烤場等）

發展商於2019年6月公佈項目中英文名稱為「瑧頤」，其表示「瑧」代表匠心打造的住宅項目；「頤」字則帶東方韻味，靈感來自項目獨特設計。
住宅單位樓花於2019年6月開售，首日發售128伙，主打一房及兩房單位，平均呎價16,266元，折實售價398.6萬元起，而示範單位曾設於荃灣愉景新城。

## 興建圖像

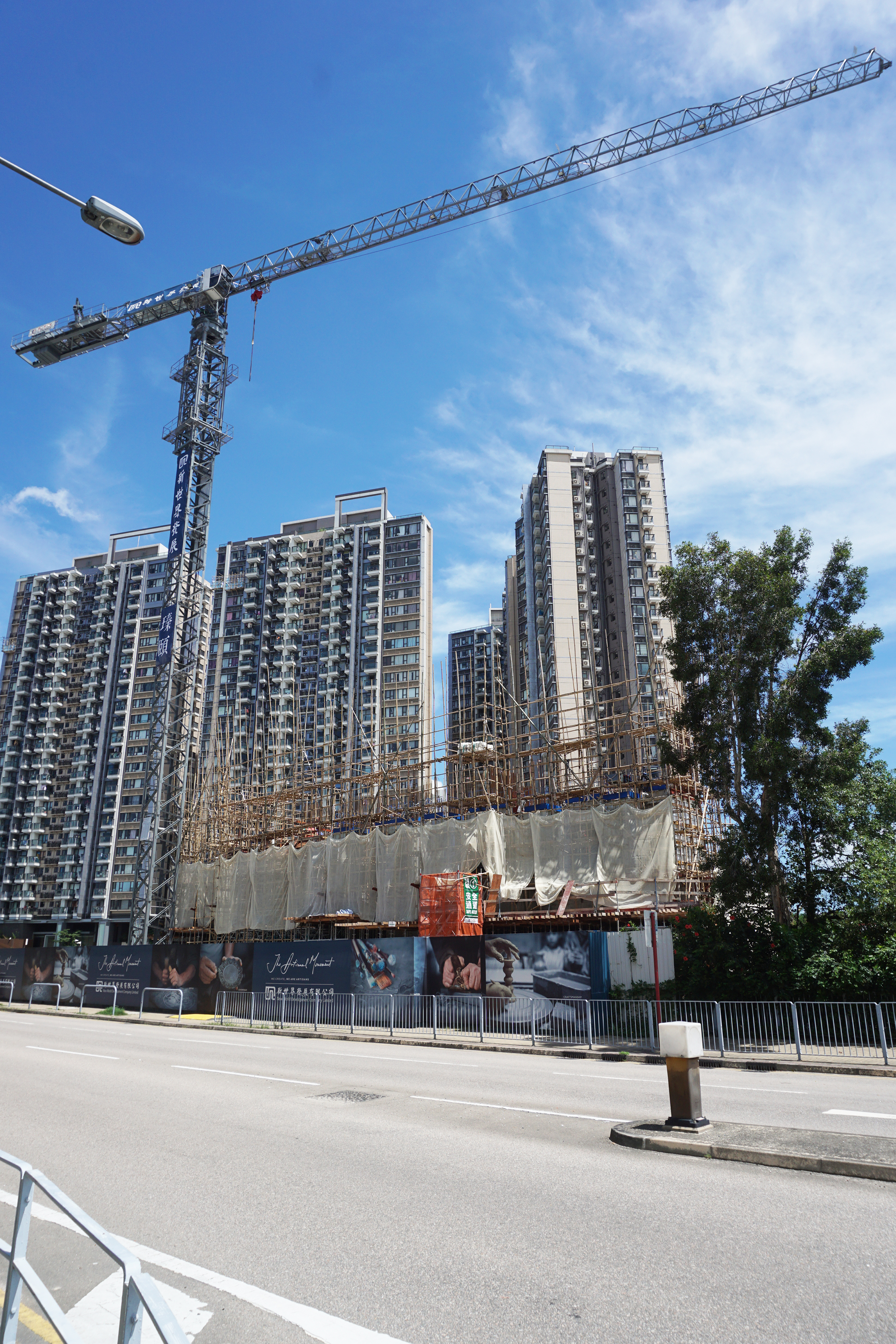
2019年6月
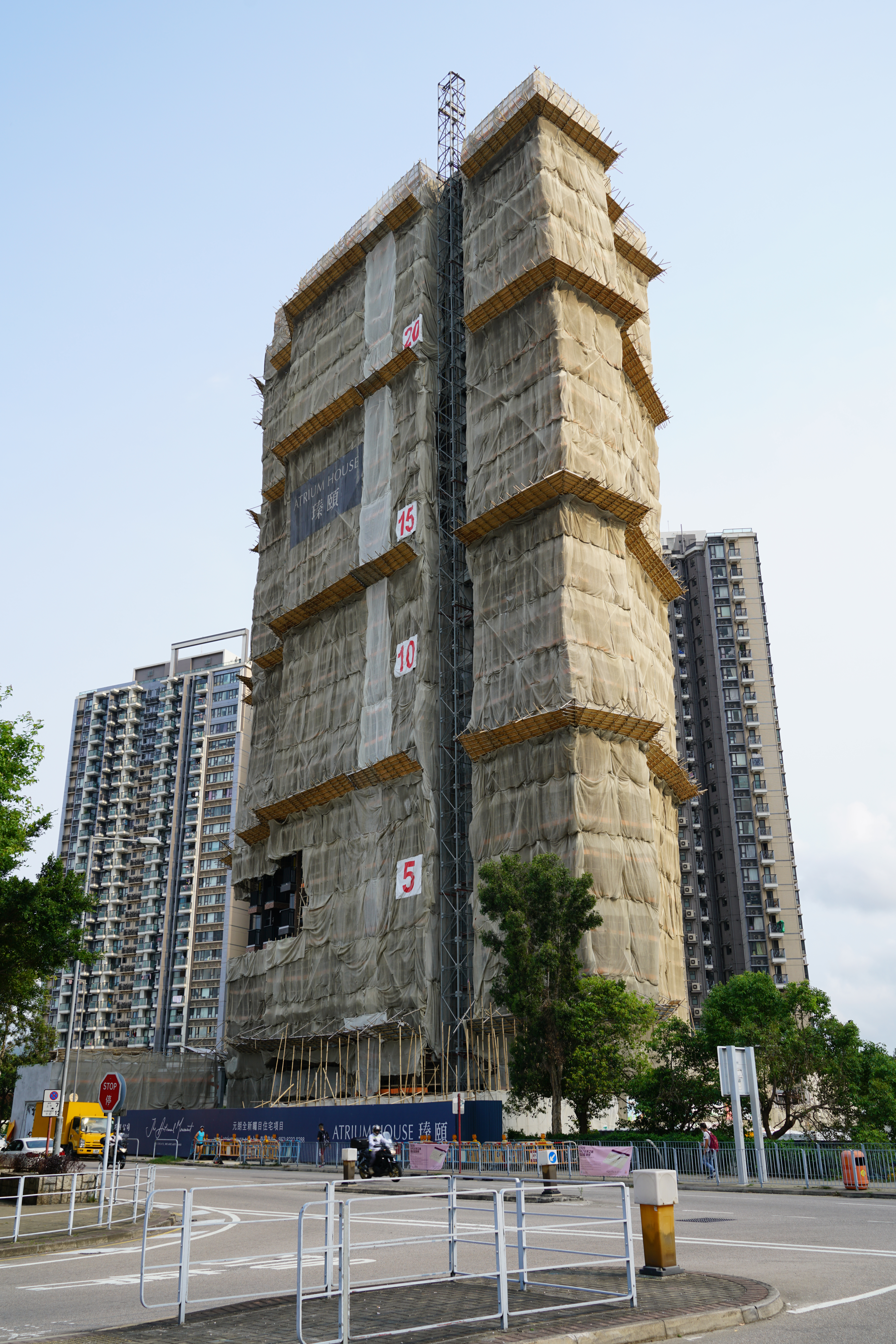
2020年4月

## 鄰近
- 原築
- 龍田村
- 銀田花園
- 溱柏
- 翹翠峰

## 外部連結
- 瑧頤官方網頁 （页面存档备份，存于）